# Kelud
Kelud (indonez. Gunung Kelud; także Kelut) – czynny wulkan we wschodniej części Jawy w Indonezji; zaliczany do stratowulkanów. Wysokość 1731 m n.p.m.
W kraterze jezioro kraterowe z wodą o temperaturze ok. 36 °C i pH 6 (dane z 2000 r.). Ze względu na zagrożenie laharami wybudowano (1926 r.) system tuneli i kanałów utrzymujący objętość wody w jeziorze na poziomie 2 milionów m³. W czasie wzmożonej aktywności temperatura wody wzrasta nawet do 50 °C.
Jeden z najniebezpieczniejszych wulkanów na Jawie. Najsilniejsze odnotowane erupcje: w 1586 (ponad 10 000 ofiar); w 1919 r. (ponad 5000 ofiar) i w 1990 r., kiedy został zdewastowany obszar 35 km² wokół krateru; lahary zniszczyły 1546 budynków, drogi i mosty, ok. 25 tys. ha ziemi uprawnej, ok. 6400 ha lasów; zginęło 35 osób.